# NGC 3594
NGC 3594 est une vaste galaxie lenticulaire relativement éloignée et située dans la constellation de la Grande Ourse. NGC 3594 a été découverte par l'astronome germano-britannique William Herschel en 1789.

## Caractéristiques

### Distance
Sa vitesse par rapport au fond diffus cosmologique est de 10 103 ± 12 km/s, ce qui correspond à une distance de Hubble de 149 ± 10 Mpc (∼486 millions d'al).

### Brillance de surface
En raison d'une brillance de surface égale à 14,18 mag/am2, on peut qualifier NGC 3594 de galaxie à faible brillance de surface (LSB en anglais pour low surface brightness). Les galaxies LSB sont des galaxies diffuses (D) avec une brillance de surface inférieure de moins d'une magnitude à celle du ciel nocturne ambiant.